# State of Grace (Taylor Swift-dal)
A State of Grace egy dal Taylor Swift amerikai énekesnő negyedik, Red című albumáról. 2012. október 16-án jelent meg a Big Machine Records gondozásában a lemez negyedik és egyben utolsó promóciós kislemezeként. Szerzője Swift volt, a produceri munkákat Nathan Chapman mellett végezte. A dal rock jegyeket tartalmaz, így eltér Taylor megszokott hangzásvilágától.

## Háttér
A GMA-n így jellemezte a számot: „A dalt arról írtam, mikor először leszel valakibe szerelmes - a lehetőségek, gondolatok arról, hogyan történhetnének a dolgok. Elképesztő hangzása van. Számomra olyan, mint az abszolút szerelem.”

## Élő előadások
Taylor 2012. november 15-én adta elő először élőben a dalt az amerikai X Factor második évadában.

## Slágerlistás helyezések
| Kislemezlista (2012)                         | Legjobb helyezés |
| -------------------------------------------- | ---------------- |
| Ausztrália (ARIA)                            | 44               |
| Kanada (Canadian Hot 100)                    | 9                |
| Ireland (IRMA)                               | 43               |
| Új-Zéland (RIANZ)                            | 20               |
| Brit kislemezlista (Official Charts Company) | 36               |
| Billboard Hot 100                            | 13               |